# Salem (Connecticut)
Salem é uma cidade do estado norte-americano de Connecticut.